# Route nationale 744
La route nationale 744 ou RN 744 était une route nationale française reliant Mauléon à Niort. À la suite de la réforme de 1972, elle a été déclassée en RD 744.

## Ancien tracé de Mauléon à Niort (D 744)
- Mauléon
- La Petite-Boissière
- Cerizay
- Saint-Jouin-de-Milly
- Moncoutant
- Le Bourgneuf, commune de Saint-Paul-en-Gâtine, où elle rencontrait la RN 149bis
- L'Absie
- Le Busseau
- Coulonges-sur-l'Autize
- Villiers-en-Plaine
- Niort